# Худ аш-Шарки
Худ аш-Шарки (на арабски: ولاية الحوض الشرقية; правопис по американската система BGN: Hodh Ech Chargui) е една от областите на Мавритания.
Разположена е в югоизточната част на страната и граничи с Мали на юг и изток. Площта на Худ аш-Шарки е 182 700 км², а населението, според изчисления от юли 2019 г., 502 600 души. Главен град на областта е Нема.
Област Худ аш-Шарки е разделена на 6 департамента.